# Jean-Jacques-Régis de Cambacérès
Jean-Jacques-Régis de Cambacérès, duc de Parme (18 tháng 10 năm 1753 – 8 tháng 3 năm 1824), là một nhà quý tộc, luật sư và chính khách người Pháp trong Cách mạng Pháp và Đệ nhất Đế chế. Ông được nhớ đến nhiều nhất với tư cách là một trong những tác giả của Bộ luật Napoleonic, vẫn là cơ sở của luật dân sự Pháp và luật dân sự lấy cảm hứng từ Pháp ở nhiều quốc gia.

## Tuổi thơ
Cambacérès được sinh ra ở Montpellier, vào một gia đình nghèo của giới quý tộc. Anh em của ông, Étienne Hubert de Cambacérès, sau này trở thành hồng y.) Năm 1774, ông tốt nghiệp ngành luật tại trường đại học và kết hợp với cha mình (người sau này trở thành thị trưởng của Montep Muff) với tư cách là Ủy viên hội đồng tại tòa án về tài khoản và tài chính ở Toulouse. Ông là người ủng hộ Cách mạng Pháp năm 1789, và được bầu làm đại biểu phụ để đại diện cho giới quý tộc của thành phố Montpellier (trong trường hợp chính phủ nhân đôi phái đoàn của giới quý tộc) tại cuộc họp của Đại tướng Estates tại Versailles. Tuy nhiên, vì đoàn không tăng, ông không bao giờ ngồi vào chỗ. Năm 1792, ông đại diện cho tỉnh Hérault tại Hội nghị Quốc gia đã tập hợp và tuyên bố Đệ nhất Cộng hòa Pháp vào tháng 9 năm 1792.